# Springaffen

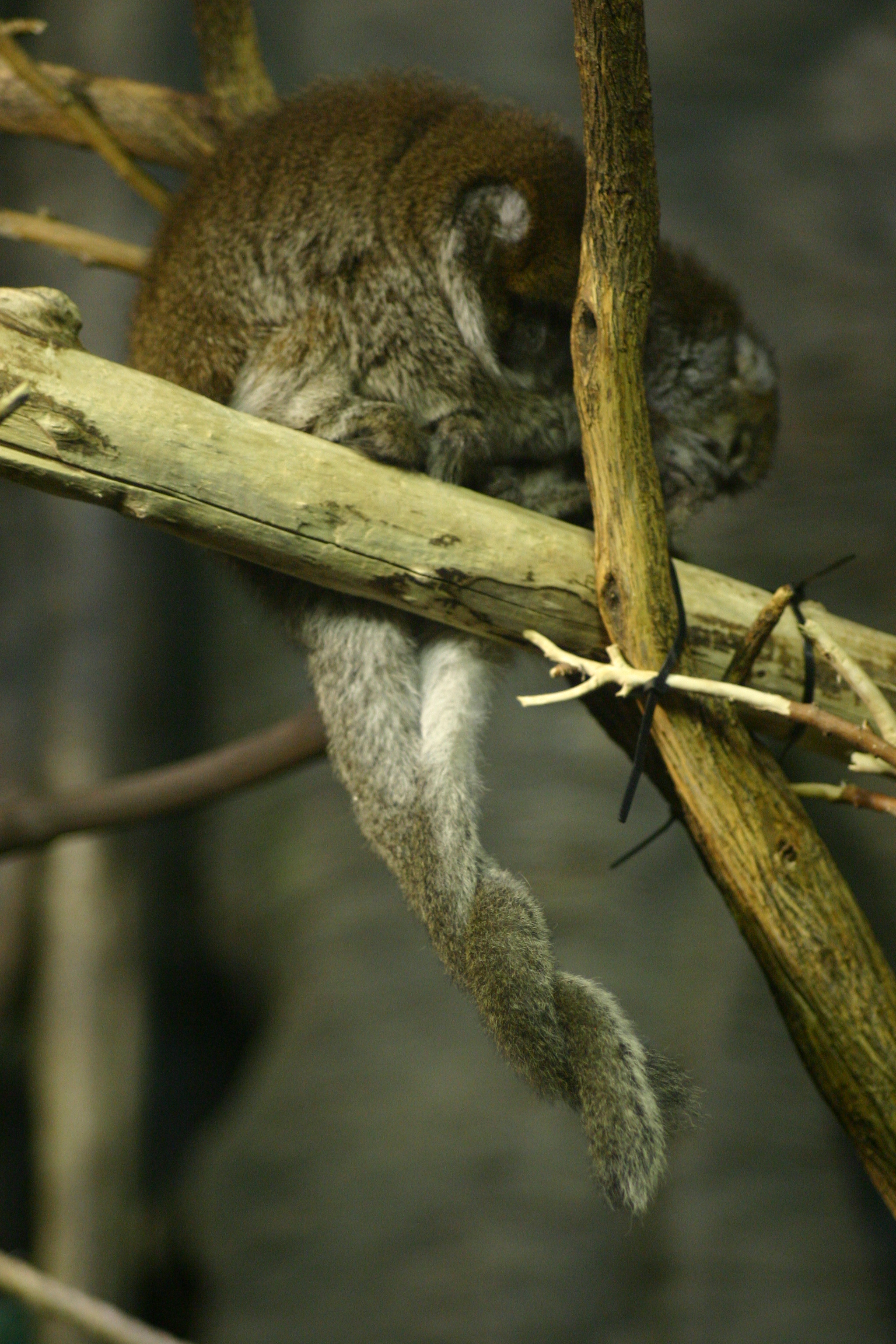
Weißohr-Springaffe (Callicebus donacophilus)

Die Springaffen (Callicebinae) sind eine Unterfamilie aus der Familie der Sakiaffen (Pitheciidae) mit rund 35 Arten. Es sind kleine, waldbewohnende, vorwiegend früchtefressende Primaten, die allesamt in Südamerika leben.

## Merkmale
Springaffen erreichen eine Kopfrumpflänge von 23 bis 46 Zentimeter, der Schwanz ist länger als der Körper und misst 26 bis 56 Zentimeter. Das Gewicht beträgt etwa 0,5 bis 1,5 Kilogramm, der Geschlechtsdimorphismus beim Gewicht ist nur schwach ausgeprägt. Die einzelnen Arten variieren erheblich in ihrer Größe und Fellfärbung, ähneln sich jedoch im Körperbau. Das Fell ist lang und weich, es ist meist rötlich, bräunlich oder schwarz gefärbt und an der Unterseite heller. Einige Arten haben ein helles Halsband oder eine auffällige Backenbehaarung. Der Schwanz ist durchgehend behaart und kann nicht zum Greifen verwendet werden. Die Hinterbeine sind als Anpassung an die springende Fortbewegung verlängert, der Kopf ist klein und rundlich.

## Verbreitung und Lebensraum
Springaffen leben in Südamerika, sie haben ein zweigeteiltes Verbreitungsgebiet. Die Mehrzahl der Arten lebt im Amazonasbecken vom südlichen Kolumbien und dem östlichen Ecuador über das westliche und mittlere Brasilien bis Bolivien und das nördliche Paraguay. Die zweite Gruppe kommt geographisch isoliert im südöstlichen Brasilien vor. Lebensraum dieser Tiere sind zumeist Wälder, wobei sie je nach Art in verschiedenen Waldtypen leben können.

## Lebensweise und Ernährung
Springaffen sind tagaktive Baumbewohner. Ihren Namen tragen sie, weil sie aus der Kletterposition, bei der sie Äste mit allen vier Gliedmaßen umfassen, mit ihren starken Hinterbeinen mühelos zu anderen Ästen springen können. Neben der nächtlichen Schlafphase, für die sie sich ins dichte Gestrüpp zurückziehen, halten sie auch eine Mittagsruhe.
Springaffen sind territoriale Tiere. Sie leben in Familiengruppen, die aus einem Männchen, einem Weibchen und dem gemeinsamen Nachwuchs bestehen und zwei bis sieben Tiere umfassen können. Die beiden Partner leben monogam, sie bleiben oft ihr Leben lang beisammen. Die Reviere haben eine Größe von 3 bis 24 Hektar. Mit morgendlichen Duettgesängen markieren die Tiere ihr Territorium. Diese Gesänge dauern bis zu 10 Minuten und werden von Nachbarpaaren beantwortet. Nötigenfalls wird das Revier auch aggressiv gegenüber Eindringlingen verteidigt. Die Fellpflege und die Kommunikation mit einer Vielzahl von Lauten sind wichtig für den Zusammenhalt der Gruppe. Oft sieht man auch Paare, mit ineinander verschlungenen Schwänzen sitzen oder schlafen.
Die Hauptnahrung der Springaffen besteht aus Früchten. Daneben nehmen sie auch Blätter, Samen und andere Pflanzenteile sowie Insekten und andere Kleintiere zu sich.

## Fortpflanzung
Das Weibchen bringt nach rund fünf- bis sechsmonatiger Tragzeit ein einzelnes Jungtier zur Welt. Der Vater übernimmt die Hauptsorge für das Junge, er kümmert sich um es, trägt es und bringt es der Mutter nur zum Säugen. Mit fünf Monaten werden die Jungtiere entwöhnt, mit rund einem Jahr sind Springaffen ausgewachsen und mit zwei bis drei Jahren verlassen sie ihre Familiengruppe, um eine eigene zu gründen. Im Zoo können diese Tiere ein Alter von über 25 Jahren erreichen.

## Gefährdung
Die Hauptbedrohung der Springaffen geht von der Zerstörung ihres Lebensraumes aus. Dabei sind die Arten, die in den atlantischen Küstenwäldern Brasiliens leben, besonders betroffen, da diese Wälder zu einem Großteil bereits abgeholzt wurden. In geringem Ausmaß werden auch einzelne Arten bejagt. Insgesamt neun Arten gelten laut IUCN als gefährdet oder bedroht.

## Systematik und Arten
Die Springaffen werden als eigene Unterfamilie (Callicebinae) der Familie der Sakiaffen (Pitheciidae) zugeordnet. Eng verwandt mit ihnen sind möglicherweise die ausgestorbenen Antillenaffen (Xenotrichini). Der ausgestorbene  Jamaika-Affe (Xenothrix mcgregori) gehört als Schwestergruppe der Springaffengattung Cheracebus zu den Springaffen.
Die genaue Anzahl der Arten hat sich im Laufe der Zeit ständig erhöht. Während frühere Werke nur drei Arten erwähnten, gehen man heute von etwa 30 Arten aus. Gehörten früher alle Arten zur Gattung Callicebus, so wurden 2016 zwei weitere Gattungen eingeführt. Die Trennung der drei Springaffengattungen erfolgte im mittleren und späten Miozän.

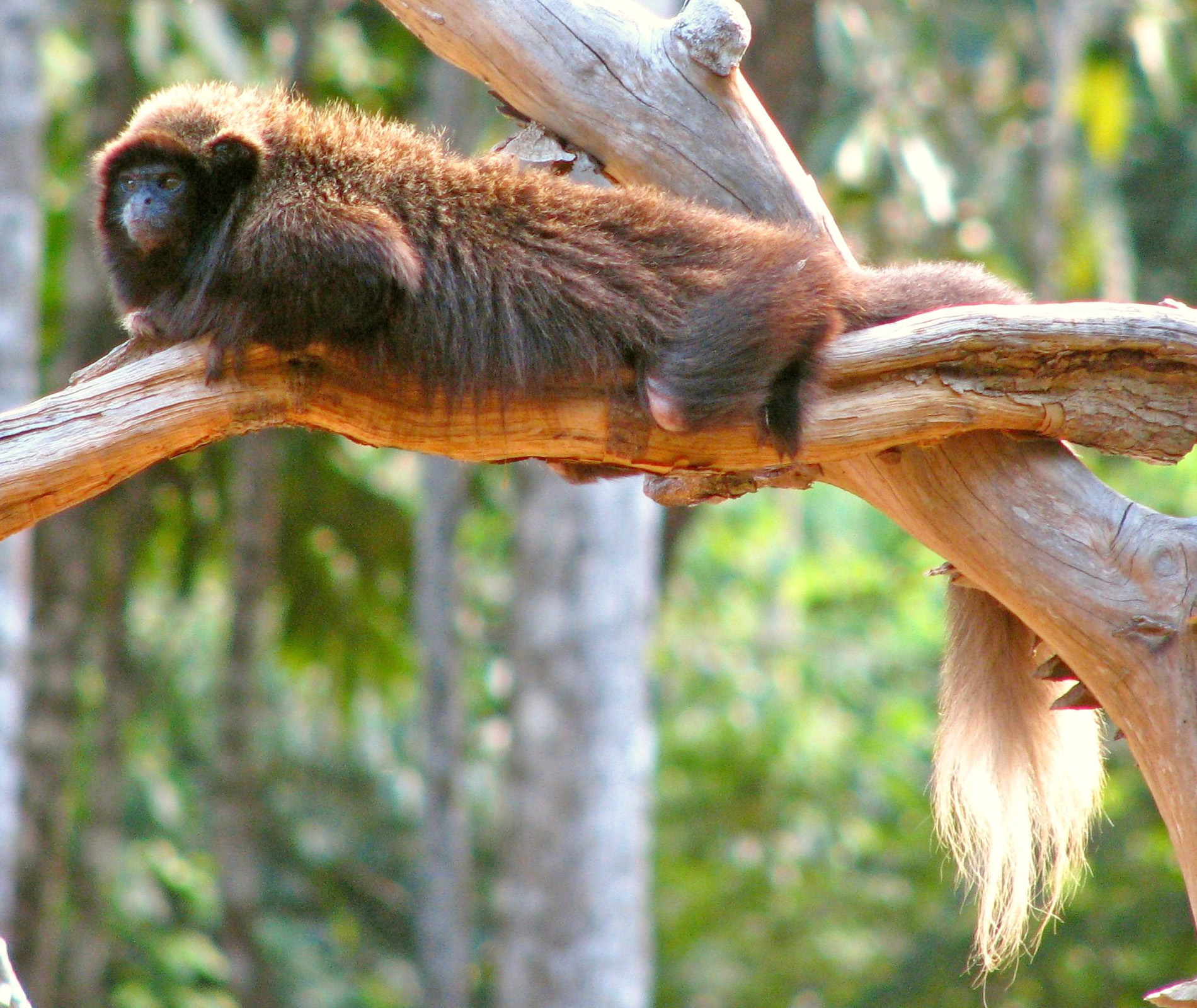
Maskenspringaffe

- Gattung Callicebus, umfasst heute nur noch die ehemalige C. personatus-Gruppe: Zu dieser Gattung gehören die größten Springaffenarten. Es sind meist graubraune Tiere mit dunklem Kopf und dunklen Händen und Füßen. Sie leben als einzige Springaffen in Südostbrasilien.[2]
  - Nordbahia-Springaffe (Callicebus barbarabrownae)
  - Coimbra-Springaffe (Callicebus coimbrai)
  - Südbahia-Springaffe (Callicebus melanochir)
  - Schwarzstirn-Springaffe (Callicebus nigrifrons)
  - Maskenspringaffe (Callicebus personatus)
- Gattung Cheracebus (bis 2016 C. torquatus-Gruppe in Callicebus): Diese Gattung umfasst eher große Vertreter und ist die Schwestergattung der beiden anderen Springaffengattungen. Sie sind meist einfärbig rötlich oder dunkel und haben ein auffälliges weißes oder gelbes Halsband. Diese Arten leben im nordwestlichen Amazonasbecken, westlich von Rio Negro und Rio Branco, südlich des Amazonas oft sympatrisch mit einer Art aus der Gattung Plecturocebus.[2]Lucifer-Springaffe
  - Cheracebus aquinoi

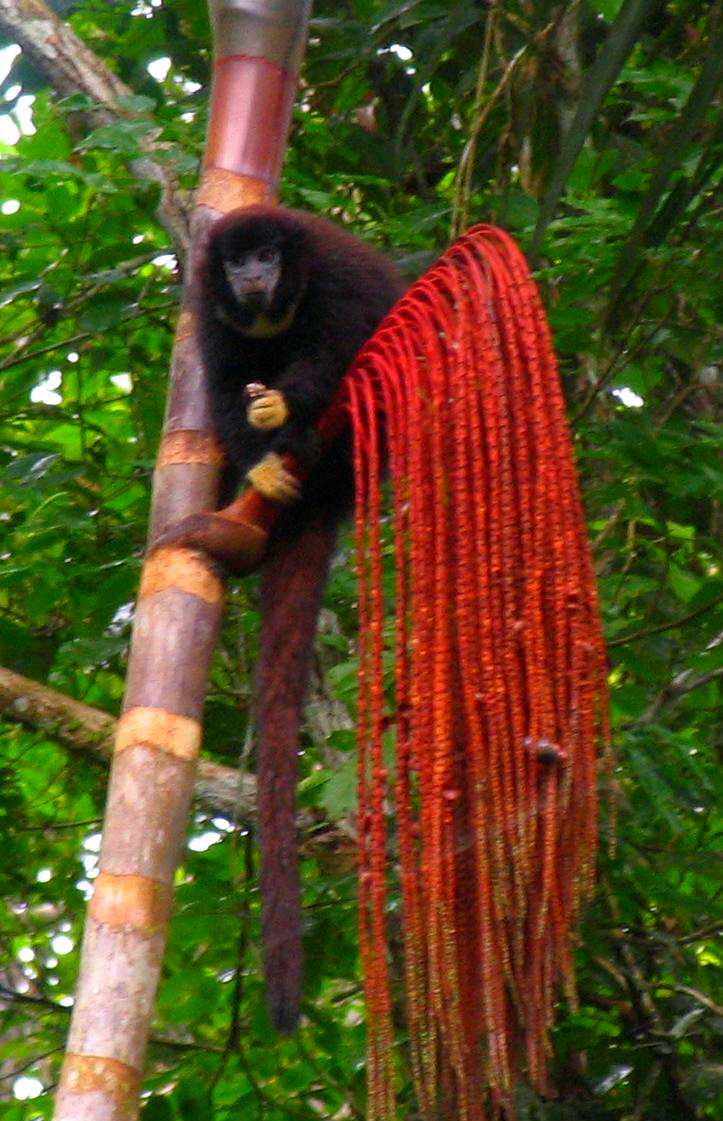
Lucifer-Springaffe

  - Lucifer-Springaffe (Cheracebus lucifer)
  - Schwarzer Springaffe (Cheracebus lugens)
  - Schwarzhand-Springaffe (Cheracebus medemi)
  - Rotkopf-Springaffe (Cheracebus regulus)
  - Halsband-Springaffe oder Witwenaffe (Cheracebus torquatus)
- Gattung Plecturocebus, kommt im Amazonasbecken südlich von Amazonas und Río Napo im Westen bis in das Tiefland von Bolivien und den Nordwesten Paraguays vor.[2]
  - P. donacophilus-Gruppe: Diese Gruppe umfasst die kleinsten Springaffen. Sie sind meist grau gefärbt.Weißohr-Springaffe

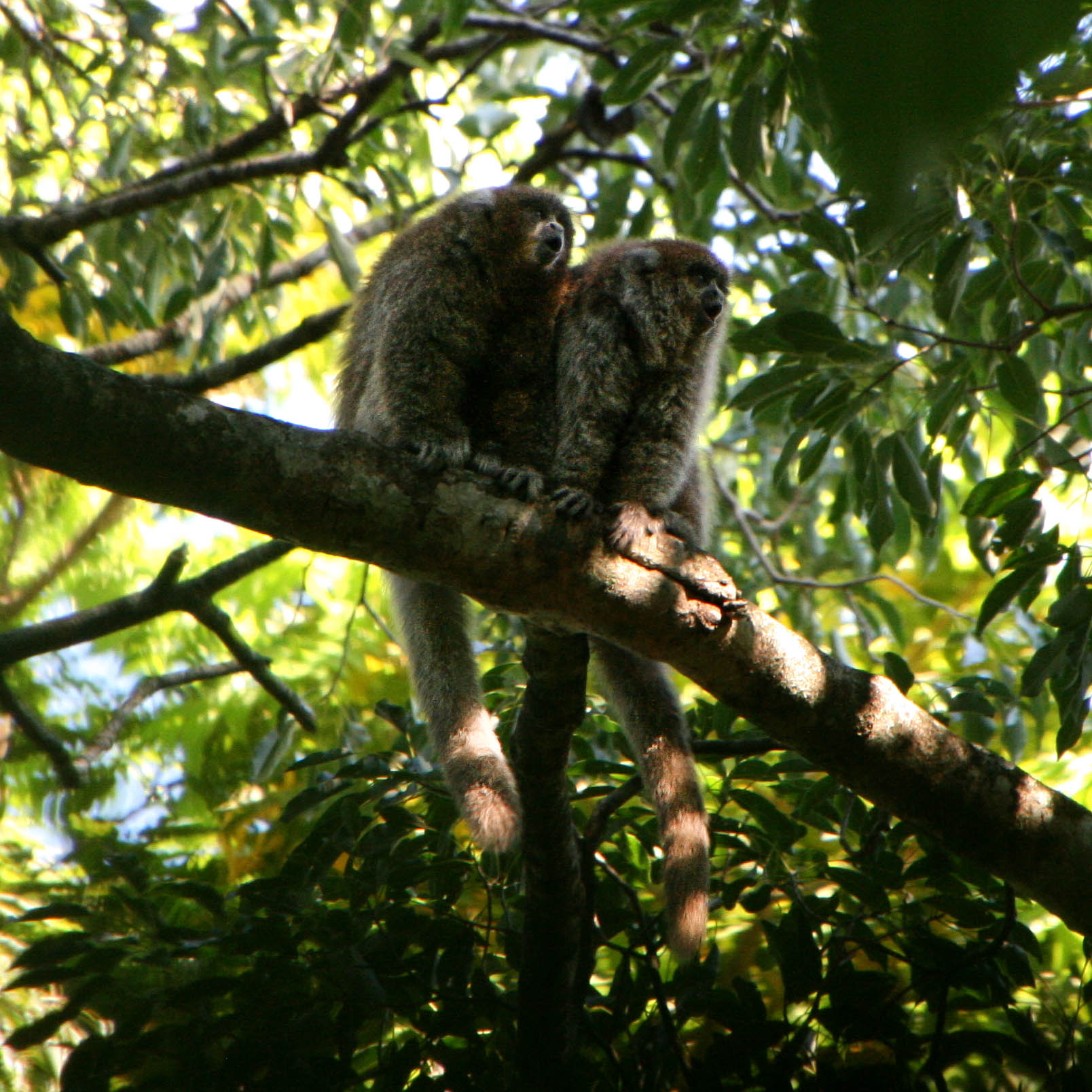
Weißohr-Springaffe

    - Weißohr-Springaffe (Plecturocebus donacophilus)
    - Rio-Beni-Springaffe (Plecturocebus modestus)
    - Anden-Springaffe (Plecturocebus oenanthe)
    - Beni-Springaffe (Plecturocebus olallae)
    - Weißmantel-Springaffe oder Weißer Springaffe (Plecturocebus pallescens)
    - Brauner Urubamba-Springaffe (Plecturocebus urubambensis)[3]

  - P. moloch-Gruppe: Diese Gruppe umfasst mittelgroße, meist grau gefärbte Tiere, die manchmal mit auffälligen roten Backenhaaren versehen sind.Plecturocebus grovesi

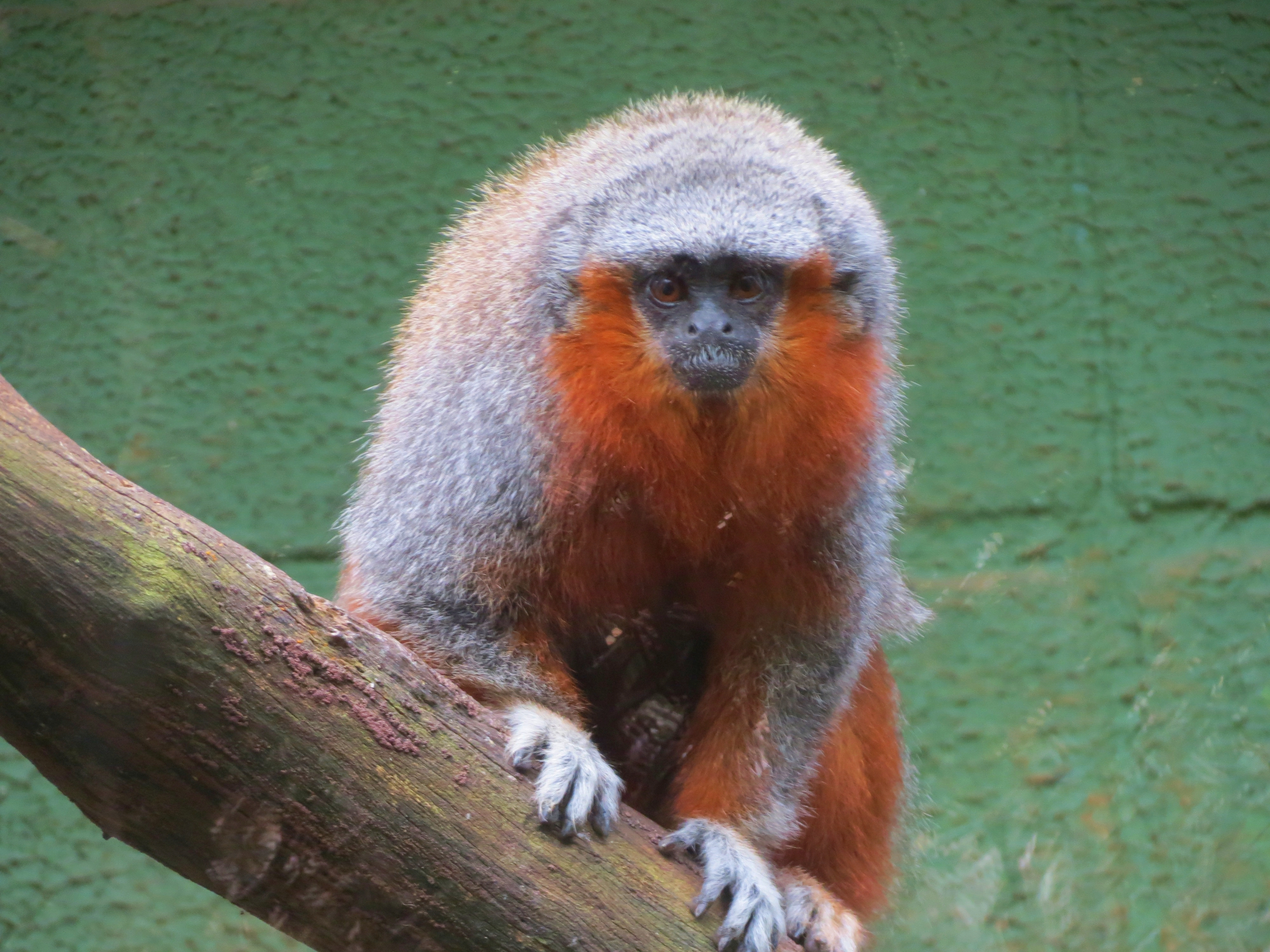
Plecturocebus grovesi

    - Madidi-Springaffe (Plecturocebus aureipalatii)
    - Baptistasee-Springaffe (Plecturocebus baptista)
    - Prinz-Bernhard-Springaffe (Plecturocebus bernhardi)
    - Brauner Springaffe (Plecturocebus brunneus)
    - Caqueta-Springaffe (Plecturocebus caquetensis)[4]
    - Braunbauch-Springaffe (Plecturocebus caligatus)
    - Dunkelgrauer Springaffe (Plecturocebus cinerascens)
    - Roter Springaffe (Plecturocebus cupreus)
    - Weißschwanz-Springaffe (Plecturocebus discolor)
    - Hershkovitz-Springaffe (Plecturocebus dubius)
    - Groves-Springaffe (Plecturocebus grovesi)[5]
    - Hoffmanns-Springaffe (Plecturocebus hoffmannsi)
    - Feuerschwänziger Springaffe (Plecturocebus miltoni)[6]
    - Rotbauch-Springaffe oder Sumpfspringaffe (Plecturocebus moloch)
    - Weißstirn-Springaffe (Plecturocebus ornatus)
    - Parecis-Springaffe (Plecturocebus parecis)[7]
    - Stephen-Nash-Springaffe (Plecturocebus stephennashi)
    - Toppini-Springaffe (Plecturocebus toppini)[3]
    - Vieira-Springaffe (Plecturocebus vieirai)[8]
- † Xenothrix[1]
  - † Jamaika-Affe (Xenothrix mcgregori)